# Bill Wade
William James "Bill" Wade, né le 4 octobre 1930 à Nashville dans le Tennessee et y décédé le 9 mars 2016 est un quarterback de football américain qui a joué professionnellement dans la National Football League (NFL). Il est considéré comme l'un des plus grands athlètes de l'histoire de Nashville et de l'université Vanderbilt. Wade est membre du Tennessee Sports Hall of Fame.  Il est surtout connu pour avoir été le quarterback titulaire de l'équipe des Bears de Chicago en 1963 pour le championnat de la NFL.

## Carrière universitaire
Wade joue pour les Commodores de l'université Vanderbilt. Il a été nommé MVP de la Southeastern Conference (SEC) et membre de la deuxième équipe All-America de l'Associated Press.  Il a été nommé MVP du jeu du North–South Shrine Game (en) de Miami en 1951.  Wade a également joué dans le Senior Bowl de 1952, et a été sélectionné pour jouer dans le College All-Star Game (en) à Chicago,.

## Carrière professionnelle
Il est le premier joueur sélectionné de la draft 1952 de la NFL (en), par les Rams de Los Angeles.
Quarterback des Rams pendant sept saisons, la meilleure année personnelle de Wade a été 1958, lorsqu'il mène la NFL avec 2 875 yards gagnés à la passe. Il est échangé aux Bears de Chicago en 1961 avec ses coéquipiers Del Shofner (en) et John Guzik (en) pour deux joueurs et un choix de draft,. Wade termine en tête de la ligue en 1962 au chapitre des passes complétées et des tentatives, et il effectue un match de 466 yards le 11 novembre contre les Cowboys de Dallas, deuxième de l'histoire de la franchise après Johnny Lujack (en) (468),. Il est le premier Bear à enregistrer quatre matchs avec plus de 300 yards de passes en une saison. En 1963, il mène Chicago au match de championnat de la NFL, y marquant les deux touchdowns des Bears sur deux drives de cinq yards pour une victoire de 14-10 contre les Giants de New York dans un match disputé par temps froid au Wrigley Field,,.

## Honneurs
Wade a été nommé au Temple de la renommée du sport de Vanderbilt dans le cadre de sa classe inaugurale.

## Vie privée
À la suite d'une chirurgie oculaire pour glaucome, Wade est devenu aveugle au sens de la loi. Dans une entrevue avec Mike Downey du Chicago Tribune le 30 janvier 2007, quelques jours avant que les Bears ne jouent au Super Bowl XLI à Miami Gardens, en Floride, Wade a dit de chez lui à Nashville : « Je pourrais y aller pour le match, mais je ne peux pas le voir. » (« I could get there for the game, but I can't see it. »). Il a ajouté : « J'ai une casquette des Bears en ce moment. » (« I've got a Bears cap on right now. »). Il est décédé le 9 mars 2016 à Nashville,.

## Statistiques NFL

### Saison régulière
| Année         | Équipe              | MJ            |         | Passes   | Passes | Passes | Passes | Passes | Passes | Passes  |       | Courses | Courses | Courses | Courses |
| Année         | Équipe              | MJ            | Tentées | Réussies | Pct.   | Yards  | TD     | Int.   | Éval.  | Tentées | Yards | Moy.    | TD      |         |         |
| 1954          | Rams de Los Angeles | 10            | 59      | 31       | 52,5   | 509    | 2      | 1      | 86,1   | 28      | 190   | 6,8     | 1       |         |         |
| 1955          | Rams de Los Angeles | 7             | 71      | 31       | 43,7   | 316    | 1      | 3      | 44,1   | 11      | 43    | 3,9     | 0       |         |         |
| 1956          | Rams de Los Angeles | 12            | 178     | 91       | 51,1   | 1 461  | 26     | 93     | 67,2   | 1       | 3     | 3,6     | 3       |         |         |
| 1957          | Rams de Los Angeles | 5             | 24      | 10       | 41,7   | 116    | 1      | 1      | 53,5   | 1       | 5     | 5,0     | 0       |         |         |
| 1958          | Rams de Los Angeles | 12            | 341     | 181      | 53,1   | 2 875  | 18     | 22     | 72,2   | 42      | 90    | 2,1     | 2       |         |         |
| 1959          | Rams de Los Angeles | 12            | 261     | 153      | 58,6   | 2 001  | 12     | 17     | 71,1   | 25      | 95    | 3,8     | 2       |         |         |
| 1960          | Rams de Los Angeles | 11            | 182     | 106      | 58,2   | 1 294  | 12     | 11     | 77,0   | 26      | 171   | 6,6     | 2       |         |         |
| 1961          | Bears de Chicago    | 13            | 250     | 139      | 55,6   | 2 258  | 22     | 13     | 93,7   | 44      | 255   | 5,7     | 2       |         |         |
| 1962          | Bears de Chicago    | 14            | 412     | 225      | 54,6   | 3 172  | 18     | 24     | 70,0   | 40      | 146   | 3,7     | 5       |         |         |
| 1963          | Bears de Chicago    | 14            | 356     | 192      | 53,9   | 2 301  | 15     | 12     | 74,0   | 45      | 132   | 2,9     | 6       |         |         |
| 1964          | Bears de Chicago    | 11            | 327     | 182      | 55,7   | 1 944  | 13     | 14     | 68,6   | 24      | 96    | 4,0     | 1       |         |         |
| 1965          | Bears de Chicago    | 5             | 41      | 20       | 48,8   | 204    | 0      | 2      | 43,1   | 5       | 18    | 3,6     | 0       |         |         |
| 1966          | Bears de Chicago    | 2             | 21      | 9        | 42,9   | 79     | 0      | 1      | 33,6   | 0       | 0     | 0,0     | 0       |         |         |
| Totaux Rams   | Totaux Rams         | Totaux Rams   | 1 116   | 603      | 54,0   | 8 572  | 56     | 68     | 70,5   | 159     | 687   | 4,3     | 10      |         |         |
| Totaux Bears  | Totaux Bears        | Totaux Bears  | 1 407   | 767      | 54,5   | 9 958  | 68     | 66     | 73,6   | 159     | 647   | 4,1     | 14      |         |         |
| Totaux en NFL | Totaux en NFL       | Totaux en NFL | 2 523   | 1 370    | 54,3   | 18 530 | 124    | 134    | 72,2   | 318     | 1 334 | 4,2     | 24      |         |         |

### Playoffs
| Année         | Équipe              | MJ            |         | Passes   | Passes | Passes | Passes | Passes | Passes | Passes  |       | Courses | Courses | Courses | Courses |
| Année         | Équipe              | MJ            | Tentées | Réussies | Pct.   | Yards  | TD     | Int.   | Éval.  | Tentées | Yards | Moy.    | TD      |         |         |
| 1955          | Rams de Los Angeles | 1             | 3       | 0        | 0,0    | 0      | 0      | 1      | 0,0    | 1       | 4     | 4,0     | 0       |         |         |
| 1963          | Bears de Chicago    | 1             | 28      | 10       | 35,7   | 138    | 0      | 0      | 52,4   | 8       | 34    | 4,3     | 2       |         |         |
| Totaux en NFL | Totaux en NFL       | Totaux en NFL | 31      | 10       | 32,3   | 138    | 0      | 1      | 34,1   | 9       | 38    | 4,2     | 2       |         |         |